# 三叉学舎
三叉学舎（さんさがくしゃ）は、1868年（明治元年）に蘭学者の箕作秋坪が、江戸の浜町（現在の東京都中央区日本橋蛎殻町）にあった津山藩江戸中屋敷の一角を借りて開いた私塾。塾名の「三叉」は、津山藩中屋敷の一方が隅田川に接し、箱崎町の旧土佐藩邸と隅田川支流の水を隔てて相対し、三つの川が同所で接していたことに由来している。三汊塾とも。

## 概要
箕作秋坪は明治政府から召し出しを受けたが辞退し、1868年に家督を長男の奎吾に譲り44歳で隠居し、自由な身になって三叉学舎を開いた。なお箕作家は累代の津山藩士であったが、奎吾は幕臣に転じたため、三男の佳吉が津山藩に仕官している。
三叉学舎では、主に漢学や数学、そして英語が教えられた。数百人の子弟が参集し、箕作秋坪の学識が高邁なのはもとより、これを助けた奎吾も17歳にして1年半の外遊を経て同年に帰国したばかりで、イギリス仕込みの人望もあって、大いに人気を博した。幕末にはオランダに代わって、アメリカやイギリスなどの国が台頭し、英語の習得が急務になっていたことから、それにいち早く気づいた秋坪は同年6月に英語を課目に加えた。明治維新期の東京には英学塾が数か所開設されており、その一つが1865年（慶応元年）に福澤諭吉が開いた慶應義塾で、当時、三叉学舎と慶應義塾は「洋学塾の双璧」と称され、いやしくも洋学を志すものは、このいずれかの塾の門を叩いたと言われる。三叉学舎がいつまで存続したかは明らかではないが、1879年 - 1880年（明治12年 - 13年）に在籍していたという塾生の回顧録があり、そのころまでは続いていたと思われる。

## 著名な在籍者
- 東郷平八郎 - 元帥海軍大将、侯爵
- 原敬 - 内閣総理大臣、立憲政友会総裁
- 大槻文彦 - 文学博士
- 阪谷芳郎 - 大蔵大臣（第1次桂内閣）、法学博士
- 平沼淑郎 - 市立大阪商業学校校長、大阪市助役（1898-1901）、早稲田大学第3代学長。『鶴峯漫談』に三叉学舎について記載を残す。弟に平沼騏一郎（内閣総理大臣）。
- 箕作元八 - 箕作秋坪の四男。阪谷芳郎・平沼淑郎と共に「三少年」として評判になった。
- 磯野計 - 実業家、明治屋創業者